# Шмайдзиньский, Ежи
Ежи Анджей Шмайдзиньский (пол. Jerzy Andrzej Szmajdziński; 9 апреля 1952, Вроцлав, Польша — 10 апреля 2010, Смоленск, Россия) — польский политический и государственный деятель, вице-маршал Сейма Республики Польша. Занимал должность министра национальной обороны Польши, был кандидатом в президенты Польши на предстоявших осенью 2010 года очередных выборах.
Погиб под Смоленском 10 апреля 2010 года в авиакатастрофе.

## Биография
Родился 9 апреля 1952 года во Вроцлаве.
Окончил Экономическую академию имени О. Ланге во Вроцлаве в 1975 году.
С 1973 по 1990 год был членом ПОРП. С 1984 по 1989 год был председателем Главного совета Союза социалистической польской молодёжи, с 1989 по 1990 год — руководителем организационного отдела ЦК ПОРП. После роспуска ПОРП был членом партии Социал-демократия Республики Польша.
С 1988 по 1990 год был вице-председателем Польского олимпийского комитета. В дальнейшем был членом правления баскетбольного клуба Шлёнск.
В 1990 году был избран в Сейм ПНР. В дальнейшем переизбирался в Сейм в 1991, 1993, 1997, 2001, 2005 и 2007 годах. С 19 октября 2001 года по 31 октября 2005 года являлся министром национальной обороны Польши, с 21 апреля по 2 мая 2004 года был исполняющим обязанности министра внутренних дел Польши.
C 6 ноября 2007 года являлся вице-маршалом Сейма Польши.
В декабре 2009 года был выдвинут Союзом демократических левых сил кандидатом на пост президента Польши на выборах, которые должны были состояться осенью 2010 года.
10 апреля 2010 года в составе польской делегации, возглавляемой Президентом Польши Лехом Качиньским, направился в Россию с частным визитом на траурные мероприятия по случаю 70-й годовщины Катынского расстрела. При посадке на аэродром Смоленск-Северный самолёт разбился. В авиакатастрофе не выжил никто.
20 апреля 2010 года похоронен на кладбище в Вилянуве.

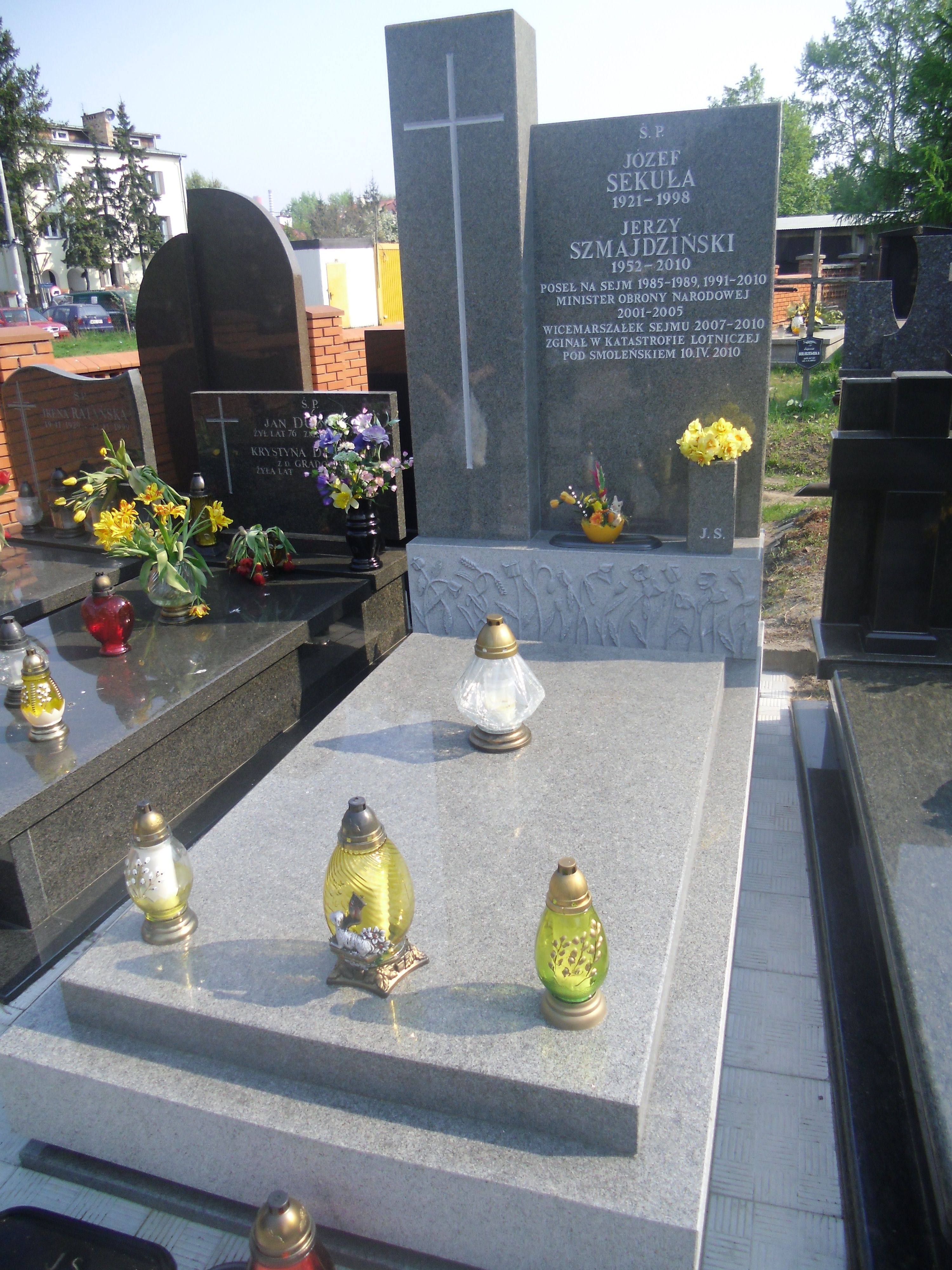
Могила Шмайдзиньского в Вилянуве

## Семья
Был женат на Малгожате Секула-Шмайдзиньской, которая после смерти мужа избиралась в городской совет Варшавы (в 2010 году) и в Сейм Республики Польша (в 2011 году). Остались двое детей — Анджей и Агнешка.

## Награды
- Командор со звездой ордена Возрождения Польши (2010 год, посмертно)[6]
- Орден Белой звезды 1-й степени (Эстония, 2002 год)
- Памятный знак за личный вклад в развитие трансатлантических отношений Литвы и по случаю приглашения Литовской Республики в НАТО (Литва, 12 февраля 2003 года)[7].
- Рыцарь-Командор ордена Британской империи (Великобритания, 2004 год)[8].